# Jim True-Frost
Jim True-Frost (né Jim True le 31 juillet 1965) est un acteur américain de théâtre, de télévision et de cinéma. Il est surtout connu pour son interprétation de Roland Pryzbylewski, dit « Prez », dans les cinq saisons de la série de HBO, Sur écoute.

## Biographie
True-Frost est diplômé de la New Trier High School (en) de Winnetka, Illinois. Il est membre de la troupe de Steppenwolf Theatre Company (en), à Chicago, depuis 1989. Auparavant, il était membre du Remains Theatre, cofondé par l'acteur William L. Petersen. Il s'est produit à Broadway et en Sierra Leone.
Lorsqu'il épouse l'avocate Cora Frost en 1999, les deux changent leur nom de famille en True-Frost. Jim et sa femme résident à Syracuse, New York et ont deux enfants.
De 2002 à 2008, il apparaît de façon récurrente dans la série dramatique Sur écoute en tant que Roland Pryzbylewski, dit « Prez ».
True-Frost apparaît en 2008 en tant que Brutus dans la production de Julius Caesar de William Shakespeare par l'American Repertory Theatre, ainsi que dans  August: Osage County (en).[réf. nécessaire]

## Filmographie

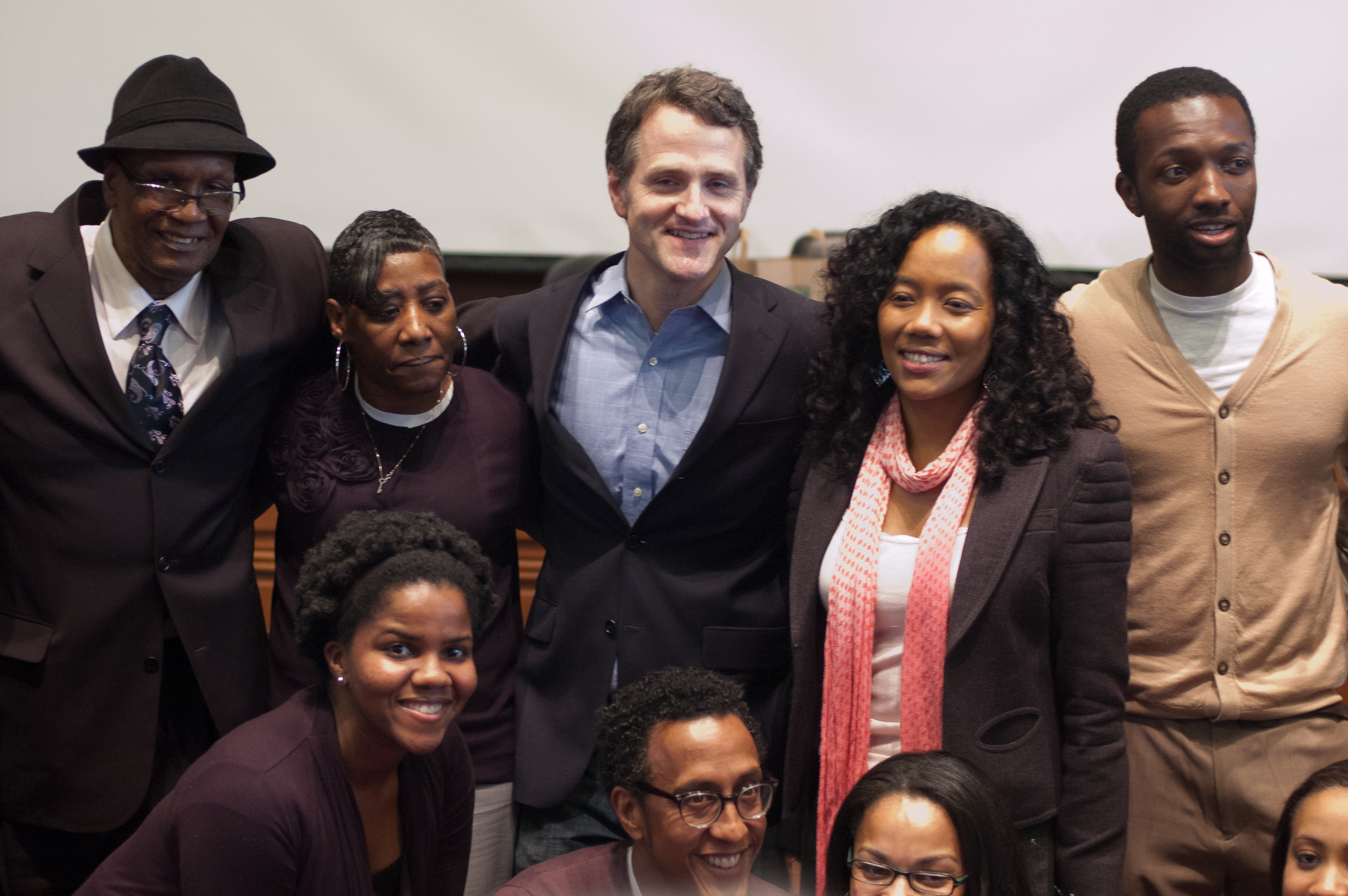
Frost (au centre) avec (de gauche à droite) Donnie Andrews, Fran Boyd, Sonja Sohn et Jamie Hector, (Andre Royo est également dans la rangée du bas)

### Films
| Année | Titre                  | Rôle          | Remarques                           |
| ----- | ---------------------- | ------------- | ----------------------------------- |
| 1989  | Les Maîtres de l'ombre | Donald Hornig |                                     |
| 1992  | Singles                | David Bailey  |                                     |
| 1994  | Two Over Easy          | Jesse         |                                     |
| 1994  | Le Grand Saut          | Bourdonner    |                                     |
| 1994  | Normal Life            | Mike Anderson |                                     |
| 1996  | Far Harbor             | Ryland        |                                     |
| 1996  | Joe                    |               | Court métrage; remerciement spécial |
| 1997  | Affliction             | Jack Hewitt   |                                     |
| 2003  | Off the map            | William Gibbs |                                     |
| 2005  | Winter Passing         | Doctor        |                                     |
| 2006  | Slippery Slope         | Hugh Winston  |                                     |
| 2008  | Diminished Capacity    | Donny Prine   |                                     |
| 2008  | Sympathetic Details    | Rogers        |                                     |
| 2009  | Company Retreat        | Perry McHugh  |                                     |
| 2010  | La Conspiration        | Hartranft     |                                     |

### Télévision
| Année     | Titre                         | Rôle                             | Remarques                                  |
| --------- | ----------------------------- | -------------------------------- | ------------------------------------------ |
| 1986      | Les Incorruptibles de Chicago | Jo Jo Sweeney                    | "Pilote" (no 1.1)                          |
| 1995      | W.E.I.R.D World               | Noah Lane, Robotics              | Téléfilm                                   |
| 1996      | Demain à la une               | Sam                              | "The Wrong Man" (# 1.10)                   |
| 1996      | Homicide                      | George Buxton                    | "Stakeout" (# 4.15)                        |
| 2002      | New York, section criminelle  | Jay Lippman                      | Saison 1, épisode 18 Un cadavre encombrant |
| 2002–2008 | Sur écoute                    | Roland 'Prez' Pryzbylewski       | Régulier (5 saisons)                       |
| 2002      | Benjamin Franklin             | William Franklin                 | Mini-série                                 |
| 2003      | Karen Sisco                   | Lestor Porter                    | "Nostalgie" (# 1.5)                        |
| 2004      | Anatomy of a Scene            | Lui-même                         | Episode: "Off the Map"                     |
| 2005      | New York, police judiciaire   | Bruce Elwin                      | Saison 15, épisode 23 Tu ne tueras point   |
| 2007      | Les Experts : Miami           | Dave Keppling                    | Episode: "Stand Your Ground"               |
| 2007      | Medium                        | Stephen Campbell                 | Episode: "The Boy Next Door"               |
| 2008      | New York, police judiciaire   | Dennis Langdon / Phil Newsom     | Saison 18, épisode 7 Double arnaque        |
| 2009      | New York, unité spéciale      | Thomas Banks                     | Saison 11, épisode 5 Inexcusable           |
| 2010      | Chase                         | Curt Seaver                      | "The Longest Night"                        |
| 2010      | Fringe                        | Ted Pratchett                    | Épisode: "Jacksonville"                    |
| 2010      | New York, section criminelle  | David Novak                      | Saison 9, épisode 5 Vieux frères           |
| 2010-2012 | Treme                         | James Woodrow                    | rôle récurrent                             |
| 2011      | Blue Bloods                   | Lyle Greene                      | Episode: "To Tell the Truth"               |
| 2012      | 666 Park Avenue               | Peter Kramer                     | 3 épisodes                                 |
| 2012      | The Good Wife                 | Seth Kleinberg                   | "The Penalty Box" (no 3.21)                |
| 2013      | Élémentaire                   | Anson Samuels                    | Episode: "Déjà Vu All Over Again"          |
| 2014      | Hostages                      | Agent des services secrets Logan | régulier                                   |
| 2014      | Boardwalk Empire              | Eliot Ness                       | Episode: "The Good Listener"               |
| 2015      | American Odyssey              | Ron Ballard                      | régulier                                   |
| 2017      | New York, unité spéciale      | Lawrence Hendricks, Jr.          | Saison 18, épisode 9 Le Patriarche         |
| 2018      | Manifest                      | Recteur Dave Hynes               | Épisode: «Pilot»                           |
| 2020      | Blacklist                     | Gordon Kemp                      | Épisode: "Gordon Kemp"                     |
| 2022      | New York, unité spéciale      | Mitch Kaplan                     | Saison 23, épisode 14 Ondes de choc        |